# 红旗街道 (盘锦市)
红旗街道，是中华人民共和国辽宁省盘锦市双台子区下辖的一个乡镇级行政单位。

## 行政区划
红旗街道下辖以下地区：
长征社区、延风社区、新建社区、中心社区、旭东社区、振兴社区、站北社区、永华社区和秃尾村。